# 노을 소리
노을 소리(Tuning In Silence)는 한국에서 제작된 홍두현 감독의 2001년 드라마 영화이다. 박준화 등이 주연으로 출연하였다.

## 출연

### 주연
- 박준화
- 노미영
- 황수남

## 제작진
- 프로듀서: 최두영
- 라인프로듀서: 김미혜
- 음향: 김수덕
- 의상: 김미혜
- 세트디자인: 윤효석